# Covington megye (Alabama)
Covington megye az Amerikai Egyesült Államokban, azon belül Alabama államban található. Megyeszékhelye és legnagyobb városa Andalusia. A dél-alabamai Covington megyében született Luther Leonidas Terry, az Egyesült Államok 1960-as évekbeli fősebésze, akinek oktatási erőfeszítései amerikaiak millióit győzték meg a dohányzás káros hatásáról. A megyében található a Conecuh Nemzeti Erdő nagy része is. Covington megyét egy választott öttagú bizottság irányítja.
Lakosainak száma 37 570 fő (2020. április 1.). Covington megye Butler, Okaloosa, Escambia, Conecuh, Crenshaw, Coffee, Geneva és Walton megyékkel határos.

## Története
Covington megyét 1821. december 7-én alapították, és Leonard Covington marylandi tábornokról nevezték el, aki az 1812-es háborúban harcolt. A megye legkorábbi telepesei Georgiából és Carolinából érkeztek. A megye határait többször is megváltoztatták (1824,1841,1868). 1868-ban a megye nevét rövid időre Jones megyére változtatták, de még ugyanabban az évben visszakapta a Covington nevet. Az első megyeszékhelyet 1824-ben Montezumában hozták létre a Conecuh folyó partján, de 1844-ben miután a folyó többször elöntötte a helyet Andalúziába költöztették. A megye viszonylag elszigetelt maradt, amíg a Louisville-i és a Nashville-i vasút megépítette a megyét átszelő vonalakat, aminek eredményeként több város jött létre, köztük Sanford , Opp , Red Level , Onycha , Gantt és Florala . A századfordulón a megye hatalmas fenyvesei a fa- és terpentinipar fellendüléséhez vezettek .

## Népesség
A 2020-as népszámlálási becslések szerint Covington megye lakossága 37 096 fő volt a következő eloszlás szerint.
| Rassz            | lélekszám | százalék | rangsor az állam 67 megyéje közül |
| ---------------- | --------- | -------- | --------------------------------- |
| Teljes           | 37570 fő  | 0,74     | 32                                |
| Fehér            | 30657 fő  | 81,6     | 13                                |
| Afroamerikai     | 4563 fő   | 12,1     | 48                                |
| Több rasszú      | 1245 fő   | 3,3      | 33                                |
| Spanyol          | 654 fő    | 1,7      | 52                                |
| Ázsiai           | 240 fő    | 0,6      | 26                                |
| Őslakos és egyéb | 211 fő    | 0,6      | 35                                |

A megyeszékhelynek, Andalusiának 8805 lakosa volt.
 A megye további jelentős települése közé tartozik Opp, Carolina , Libertyville , Heath , Florala, River Falls , Horn Hill és Red level . 
A háztartások medián jövedelme 42 566 dollár volt, szemben az állam egészére vonatkozó 52 035 dollárral, az egy főre jutó jövedelem pedig 25 303 dollár volt, szemben az állam egészének 28 934 dollárjával.
A megye népességének változása:
| Lakosok száma | 37 790 | 38 053 | 37 856 | 37 886 | 37 835 | 37 570 |
|               | 2010   | 2011   | 2012   | 2013   | 2015   | 2020   |

## Gazdaság
Covington megye gazdasága a tizenkilencedik században nagyrészt mezőgazdasági volt, a gyapot és a kukorica volt a fő növény. A vasút megérkezése előtt a termékeket platós hajón szállították a közeli piacokra. A huszadik század fordulóján Dél-Alabamában a bőséges faanyag vonzotta a földspekulánsokat, akik nagy földterületeket vásároltak, és több fűrészmalom is megnyílt a megyében. Az 1920-as években számos textilgyár nyílt a területen, köztük az Opp Cotton Mill, az Andala Company és a Micolas Cotton Mill. Az MFG/Alabama, az Ohio állambeli Molded Fiber Glass Companies egyik részlege, gyártóüzemet üzemeltet Opp ban.

## Foglalkoztatás
A 2020-as népszámlálási becslések szerint Covington megyében a munkaerő a következő ipari kategóriák között oszlik meg:
- Oktatási szolgáltatások, valamint egészségügyi és szociális segélyek (20,7 százalék)
- Feldolgozóipar (13,8 százalék)
- Kiskereskedelem (10,4 százalék)
- Szállítás és raktározás, valamint közművek (9,6 százalék)
- Szakmai, tudományos, gazdálkodási, valamint
- adminisztratív és hulladékgazdálkodási szolgáltatások (7,9 százalék)
- Építőipar (6,8 százalék)
- Művészetek, szórakoztatás, rekreáció, valamint szállás- és étkezési szolgáltatások (6,7 százalék)
- Közigazgatás (6,3 százalék)
- Mezőgazdaság , erdészet, halászat és vadászat , valamint nyersanyag-kitermelés (5,6 százalék)
- Egyéb szolgáltatások, kivéve a közigazgatást (4,6 százalék)
- nagykereskedelem (3,4 százalék)
- Pénzügy és biztosítás, valamint ingatlan, bérbeadás és lízing (3,3 százalék)
- Információ (0,9 százalék)

## Oktatás
A Covington megyében nyolc iskola található. Ezenkívül az Andalúziában és Oppban három három iskola van. A megyében található a Lurleen B. Wallace Community College két kampusza, az egyik Opp ban, a másik pedig Andalúziában.

## Földrajz
A 2704 négyzetkilométer területű Covington megye teljes egészében az öböl-parti síkság région belül található. Az 1935-ben alapított Conecuh Nemzeti Erdő a megye délnyugati szegletében található. A megye nyugati részén a Conecuh folyó, az északnyugati szakaszon pedig mellékfolyója, a Patsaliga Creek halad át. Ezenkívül a Gantt-tó, amelyet az 1920-as években hoztak létre, a Conecuh-folyón található. Több patak is folyik a megyén keresztül Five Runs, a Clear, Dry, a Panther és a Corner A US 84 kelet-nyugati irányban halad át a megye központján, az US 29 és US 331 pedig észak-déli irányban az állam keleti, illetve nyugati részén.

## Események és érdekes helyek
Opp városa minden évben megrendezi az Oppfestet, egy művészeti és régiségfesztivált, amelyet október utolsó hétvégéjén tartanak. Opp ad otthont a Frank Jackson Állami Parknak is , amely 2050 hektáros területet és egy 1000 hektáros tavat foglal magában. Opp is tart évente egy Rattlesnake Rodeót. A Conecuh National Forest egy 20 mérföldes túraútvonalat, valamint kempingezési, horgászási és úszási lehetőségeket kínál. Az Alabama-Florida határán található Florala City Park úszást, horgászatot, vízibiciklizést és piknikezést kínál. A Gantt-tó, amelyet az 1920-as években hozott létre a River Falls Power Company, horgászhelyeiről ismert. A Springdale Estate egy történelmi kúria és rendezvényközpont, amely Andalúzia városának tulajdonában van; az Andalúzia Területi Kereskedelmi Kamara ad otthont júliusi Jamz nyári koncertsorozatának. A városban található a Three Notch Museum is , amely több épületből álló komplexum, köztük az 1899-es Central of Georgia Depot és a Clark Family Cabin.